# Estrambote
El estrambote, cola, conterilla, coletilla, corchea u hopalanda es un conjunto de versos añadidos al término de un poema, especialmente en los sonetos. Comúnmente se asocia con un tema satírico. Sus versos pueden diferir de la métrica general del poema. No deben confundirse con los strambotti de la métrica italiana.
Son especialmente conocidos los sonetos con estrambote o sonetos de cola de Cervantes. El Diccionario de autoridades, del siglo XVIII, es el primer texto que lo define explícitamente como un concepto métrico. Dicho diccionario considera el estrambote únicamente como anejo al soneto. Posteriormente, en 1791, aparece ligado también a la seguidilla según el Diccionario de la Academia. Melchor Gaspar de Jovellanos llamó también estrambote al estribillo de los romances y las coplas asturianas.